# Division d'Aligarh

La Division d'Aligarh est une  division administrative de l'État indien de l'Uttar Pradesh.

## Districts
Elle est constituée de 4 districts :
- Aligarh
- Etah
- Hathras
- Kanshiram Nagar

Jusqu'en avril 2008, le territoire correspondant à la division faisait partie de celle d'Âgrâ. Elle ne comprenait alors que trois districts : Aligarh, Etah et Mahamaya Nagar. Celui de Kanshi Ram Nagar sera constitué au moment de la création de la division, lors d'une scission du district d'Etah.